# Quint (orfebre)
Quint (en llatí Quintus) va ser un destacat gravador de joies romà juntament amb el seu germà Aule.
Van viure probablement al temps d'August. De Quint només es coneix una joia de la qual se'n conserva un fragment, però Aule va treballar en diverses joies de les quals algunes encara es conserven.